# Észak-atlanti-áramlat
Az Észak-atlanti áramlat egy tengeráramlat, a Golf-áramlat meleg vizű, északkeleti irányú folytatása. A Golf-áramlat Írországtól nyugatra két ágra szakad. Egyik ága, a Kanári-áramlat délre tart, a másik folytatja útját észak felé Északkelet-Európa partjai mentén, és itt jelentős melegítő hatása van az éghajlatra. Más ágai az Irminger-áramlat és a Norvég-áramlat. Az Észak-atlanti vízsüllyedés hajtja az Észak-atlanti-áramlatot.
Vannak olyan vélemények, amelyek szerint a globális felmelegedés jelentős hatást gyakorolhat az Észak-atlanti-áramlatra, ami Nyugat-Európa jelentős lehűléséhez vezethet. A lehetséges hatást illetően gyakran összekeverik a Golf-áramlattal.